# 奥斯陆大学
奥斯陆大学（挪威語：Universitetet i Oslo），是挪威最大及最古老的大学，位于首都奥斯陆，被認為是北歐最具聲望的大學之一 ，在世界大學排行榜上名列第58名。大学约有27700名学生和4700名职员，其中教员2027名。

## 历史
在奥斯陆大学成立之前，成立于1479年的哥本哈根大学是丹麥-挪威惟一的大学。奥斯陆大学是哥本哈根大學在挪威的延續，與哥本哈根大學有著許多共同的傳統。丹麥-挪威解散后，两国以及两校之间仍保持紧密的学术关系。
奥斯陆大学的前身皇家腓特烈大学（挪威語：Det Kongelige Frederiks Universitet）于1811年创办，以当时的丹麦-挪威国王腓特烈六世的名字命名。其办学模式仿照此前不久成立的柏林洪堡大學。1939年，皇家腓特烈大学更名为奥斯陆大学。直到1946年，奥斯陆大学一直是挪威唯一的大學。
1962年，布林登（Blindern）校区開放，嬰兒潮一代湧向一所擁有寬敞實用建築的現代大學。1970年，學生人數達到1.68萬人，是1960年的三倍。1982年，女學生人數超過男學生人數。1999年，Georg Sverdrup的新大學圖書館大樓在布林登開放，取代了1913年的舊大樓。2003年，奧斯陸大學實施了質量改革，課程結構、等級制度、考試等都被徹底改造。2011年，大學通過一系列節日活動慶祝建校二百週年。

## 设施
大學原有的新古典主義校園位於奧斯陸市中心，目前是法學院所在地。大學的大多數其他學院都位於西區郊區較新的布林登（Blindern）校區。醫學院分佈在奧斯陸地區的幾家大學醫院之間。大學還包括一些正式獨立的附屬機構，如國際氣候與環境研究中心等。

## 机构设置
奥斯陆大学现设有8个学院，即神学院、法学院、医学院、人文学院、数学与自然科学学院、牙科医学院、社会科学学院和教育学院。其中神学院为历史最悠久的学院，而成立于1996年的教育学院则是最年轻的学院。奥斯陆大学还拥有自然历史博物馆（含植物园）和文化遗产博物馆。
| 人文学院 humanistiske fakultet                    | - 考古、文博和歷史学系 - 文化研究與東方語言系 - 哲學、古典学、藝術與思想史系 - 文學、区域研究和歐洲語言系 - 語言學和斯堪的纳维亚学系 - 媒體與傳播系 - 音樂學系 - 易卜生研究中心 - 節奏、時間和運動跨學科研究中心 - 生命週期中的社會多語言中心 - 羅馬挪威研究所 |
| 法学院 juridiske fakultet                         | - 犯罪學和法律社會學系 - 私法學系 - 公共和國際法學系 - 斯堪的納維亞海事法研究所 - 歐洲法律中心 - 挪威人權中心 |
| 数理学院 matematisk- naturvitenskapelige fakultet | - 生物科學系 - 藥學系 - 理論天體物理研究所 - 物理學系 - 信息學系 - 地球科學系 - 化學系 - 數學系 - 技術系統系 - 地球演化與動力學中心 - 人類世生物地球化學中心 - 生物信息學中心 - 生態與進化綜合中心 - 空間傳感器和系統中心 - 材料科學與納米技術中心 - 創業中心 - 海勒拉斯量子分子科學中心 - 挪威科學教育中心 - 理論與計算化學中心 - 科學教育計算中心 - 科技教學中心 - Njord中心 |
| 药学院 medisinske fakultet                        | - 健康與社會研究所 - 基礎醫學研究所 - 臨床醫學研究所 - 癌細胞重編程中心 - 挪威分子醫學中心 - 挪威精神障礙研究中心 - 可持續醫療教育中心 |
| 牙医学院 odontologiske fakultet                   | - 口腔生物學研究所 - 臨床牙科研究所 |
| 社会科学学院 samfunnsvitenskapelige fakultet      | - 社會學與人文地理學系 - 政治學系 - 心理學系 - 社會人類學系 - 經濟學系 - 歐洲研究中心 - 平等、社會組織和績效研究中心 - 技術、創新和文化中心 |
| 神学院 teologiske fakultet                        | — |
| 教育学院 utdanningsvitenskapelige fakultet        | - 教師教育與學校研究系 - 特殊教育学系 - 教育学系 - 教育測量中心 - 研究、創新和能力發展中心 - 北歐教學質量中心 - 教師教育專業學習中心 |

## 图册

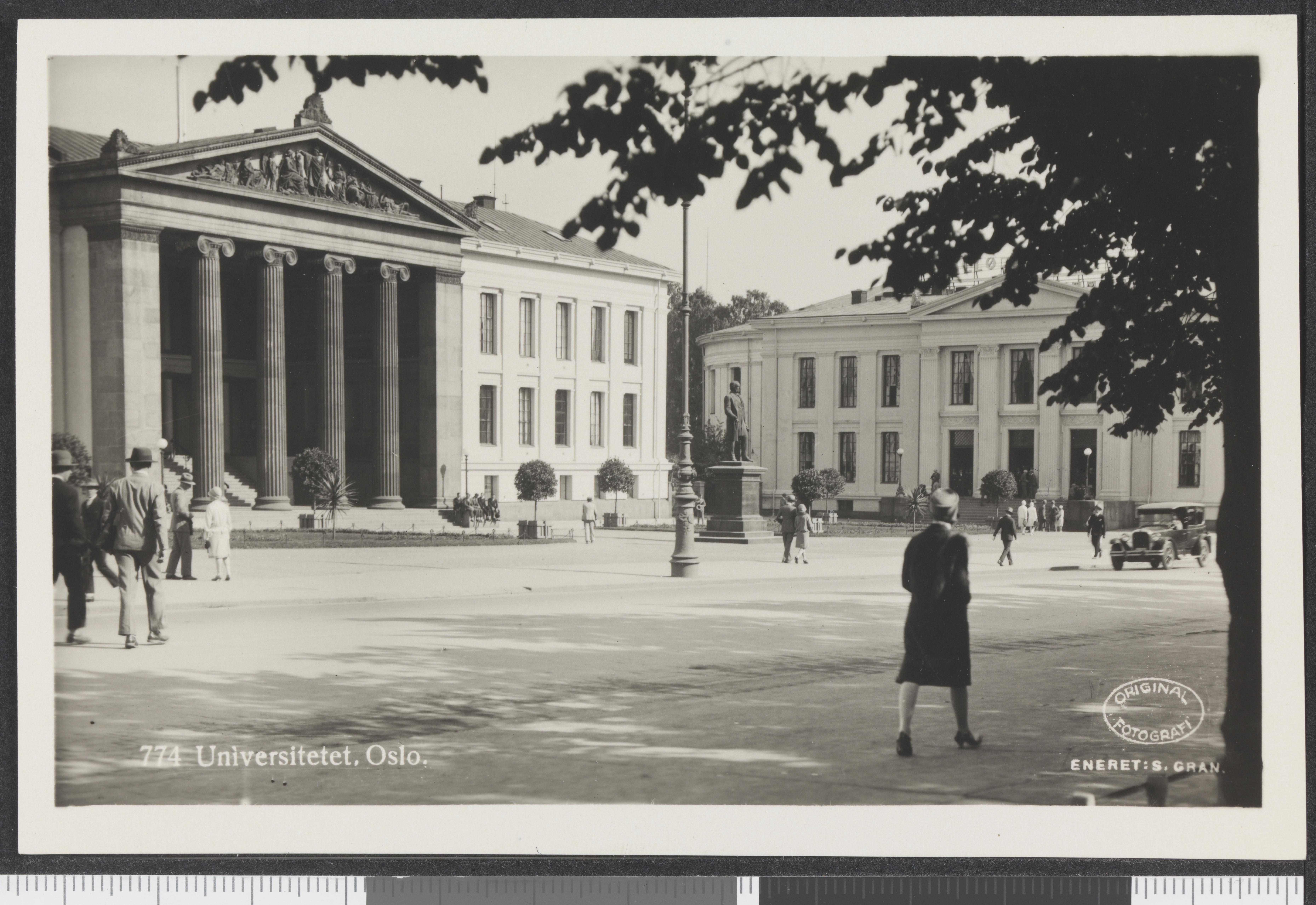
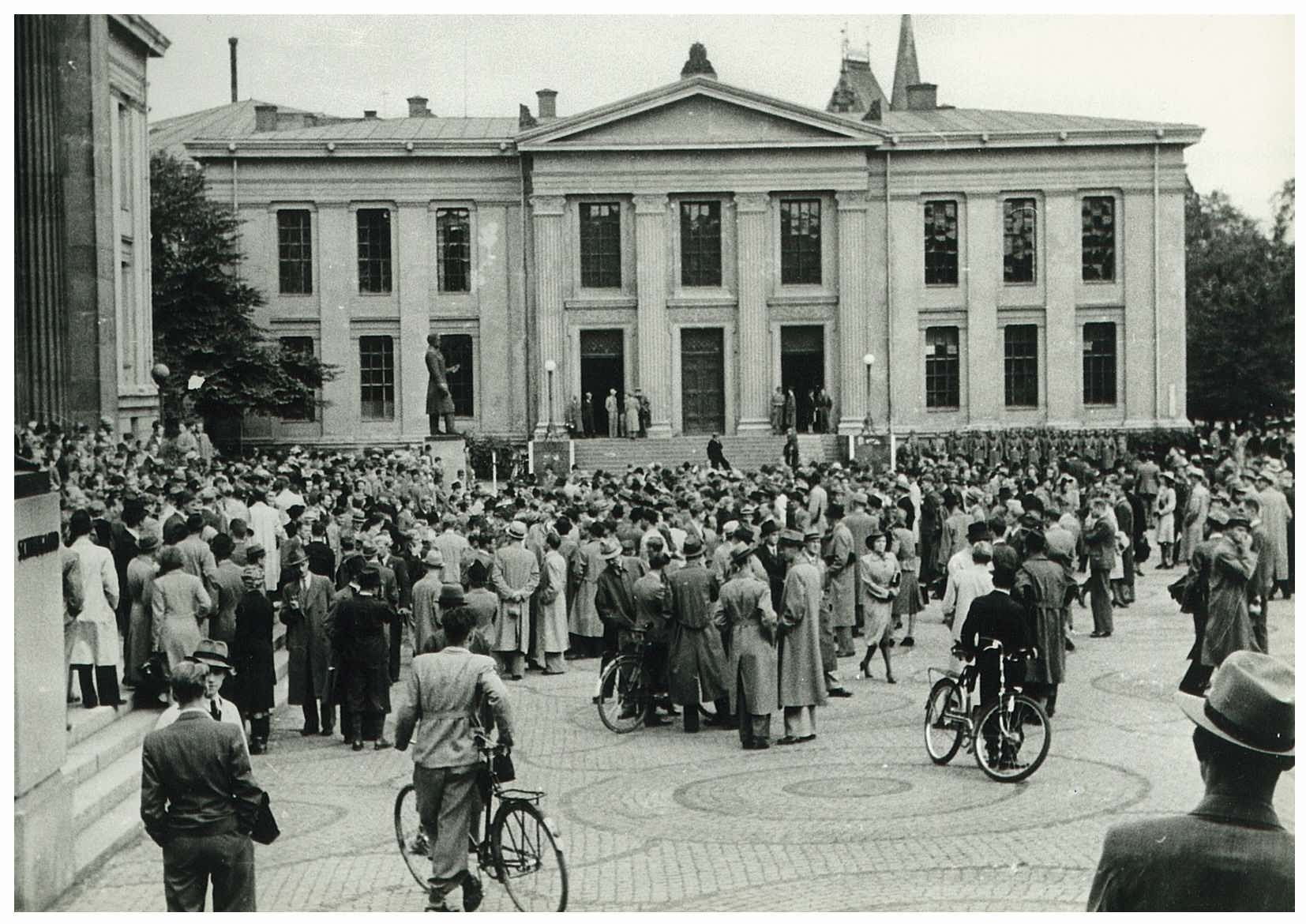
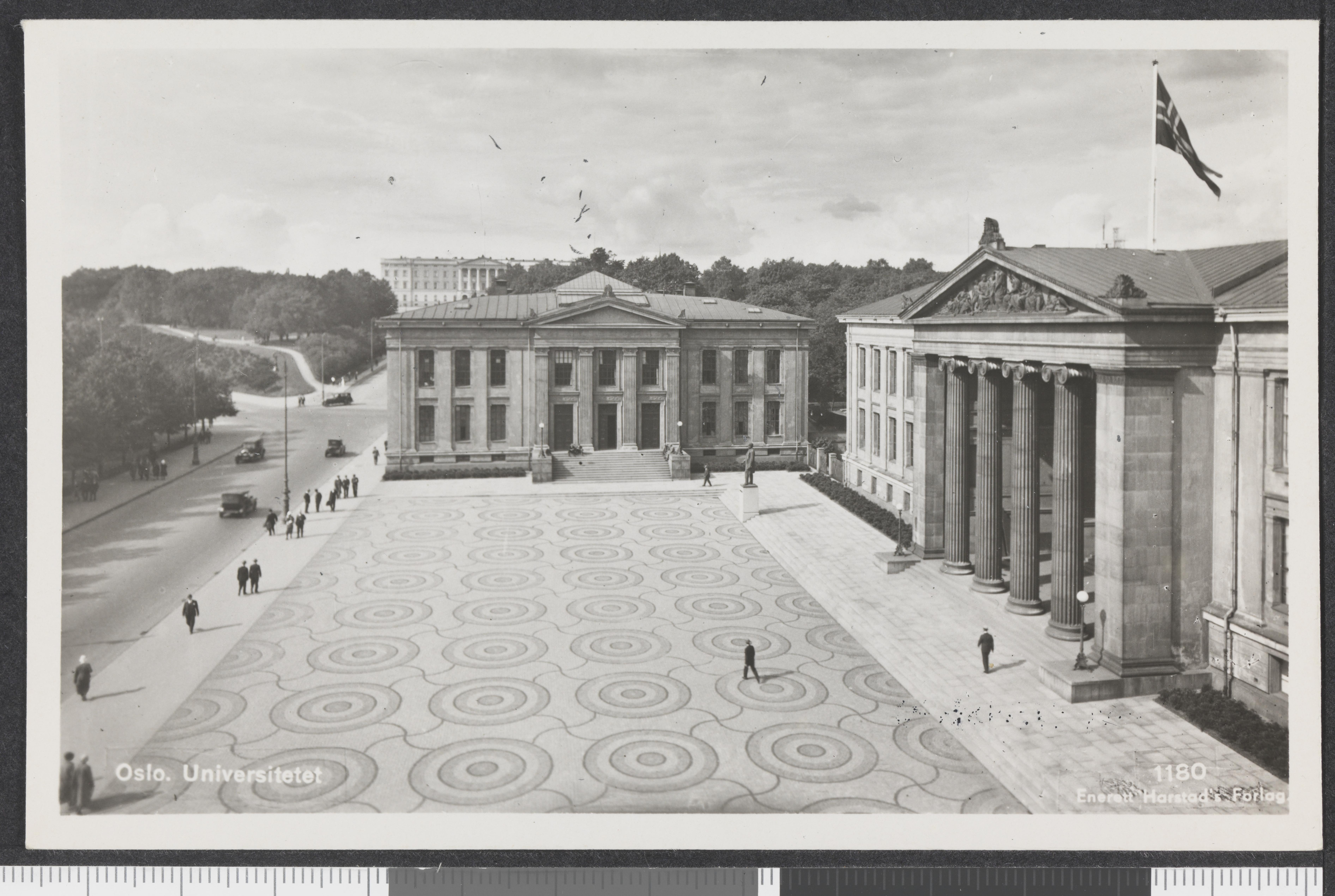
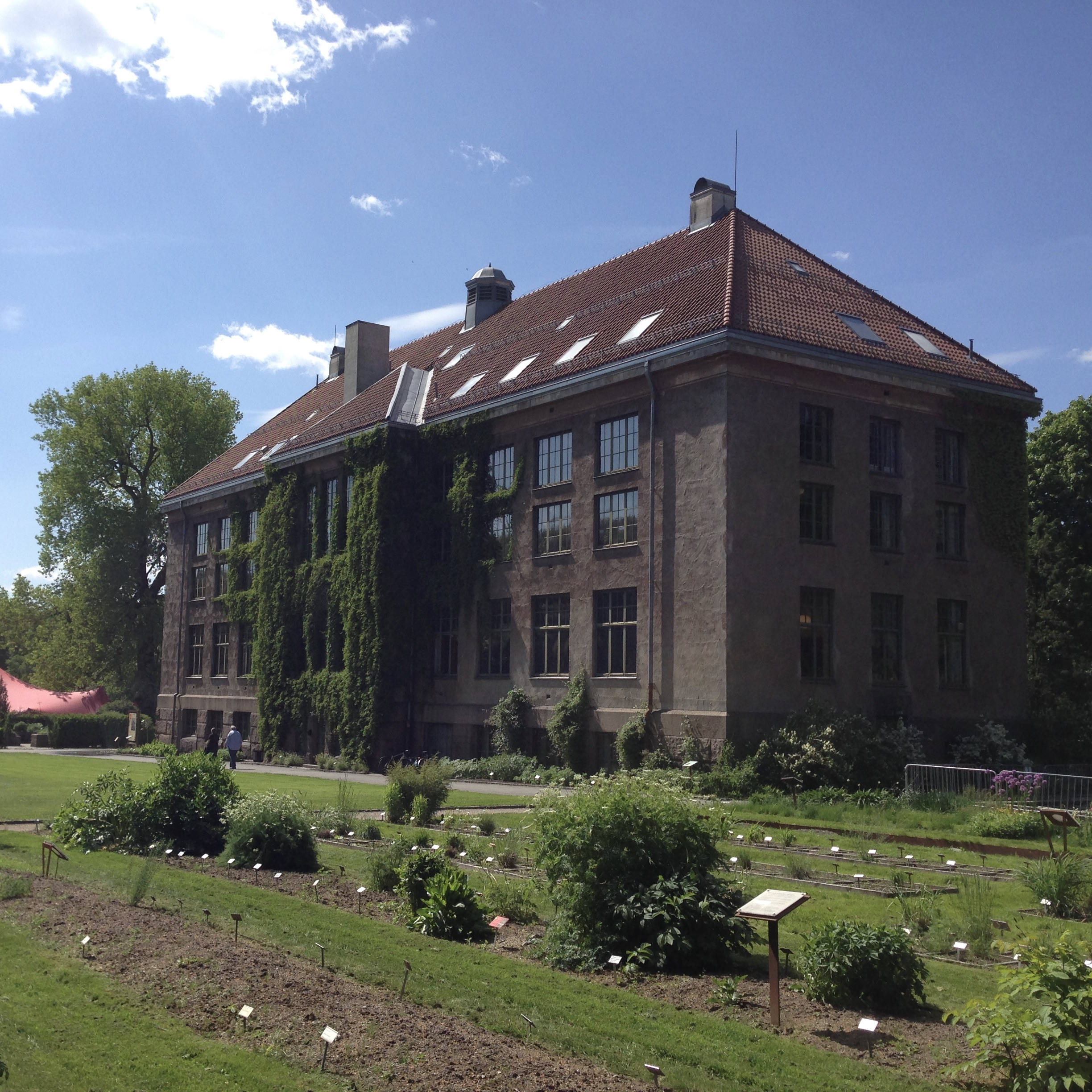
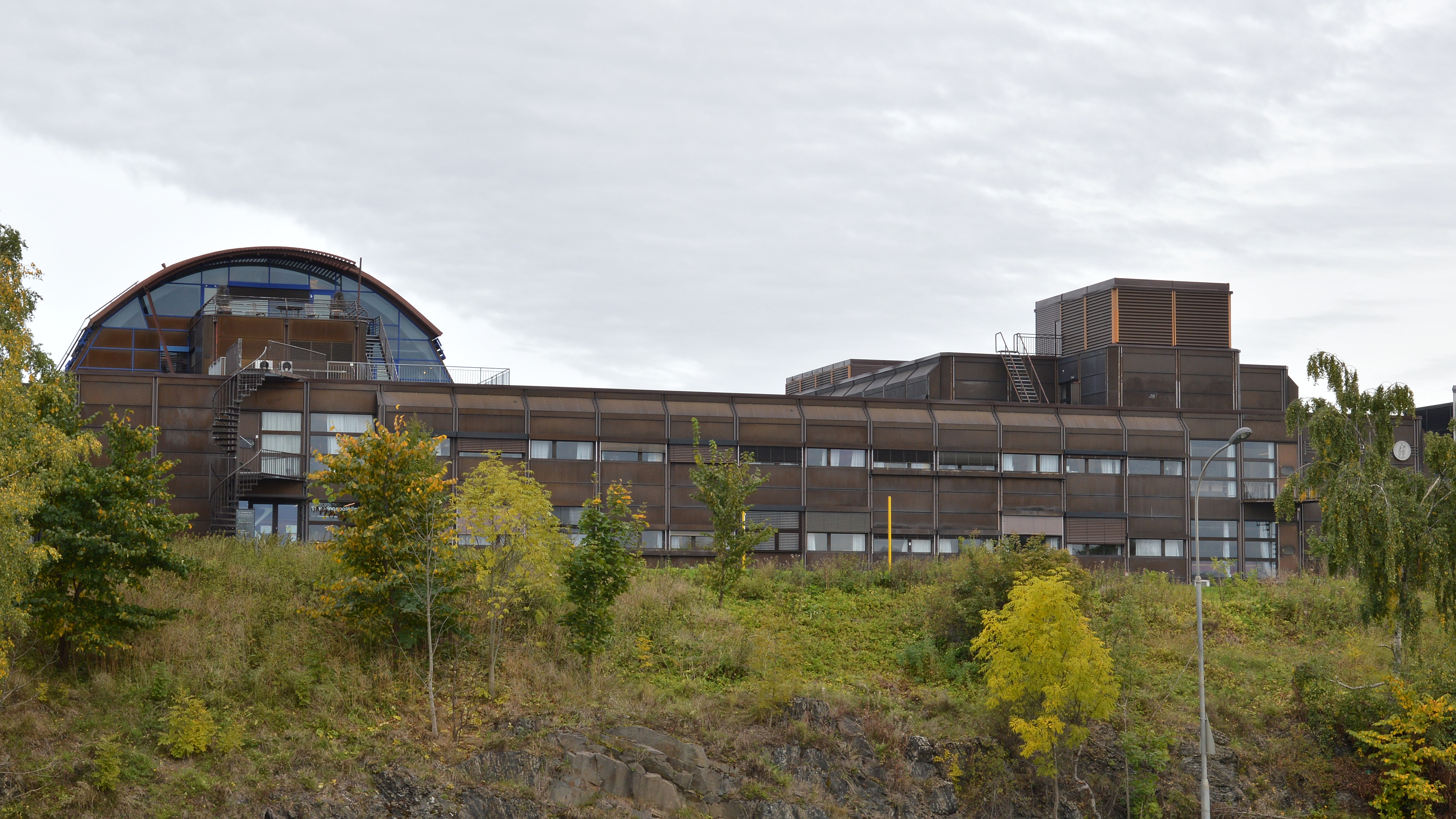
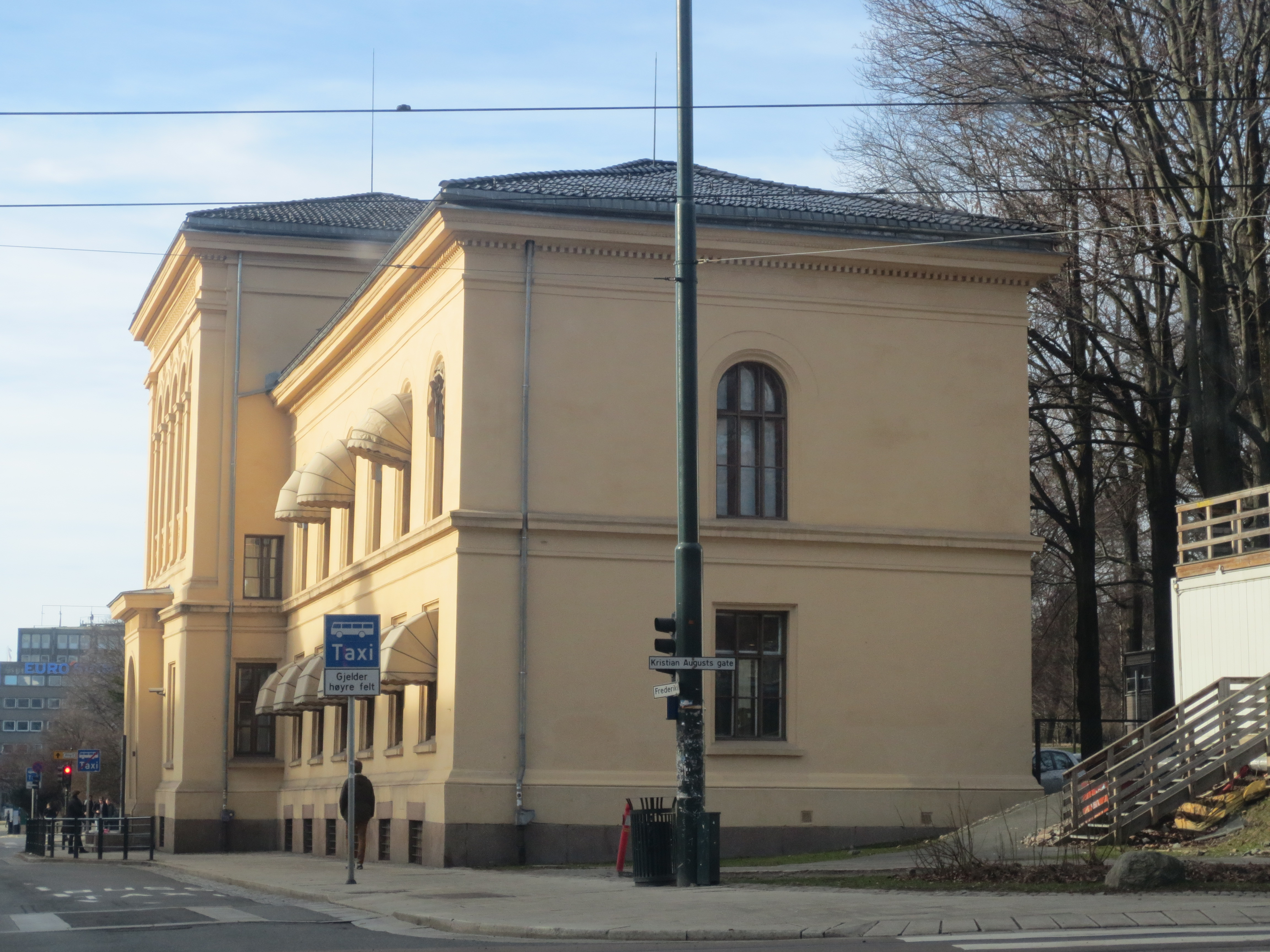
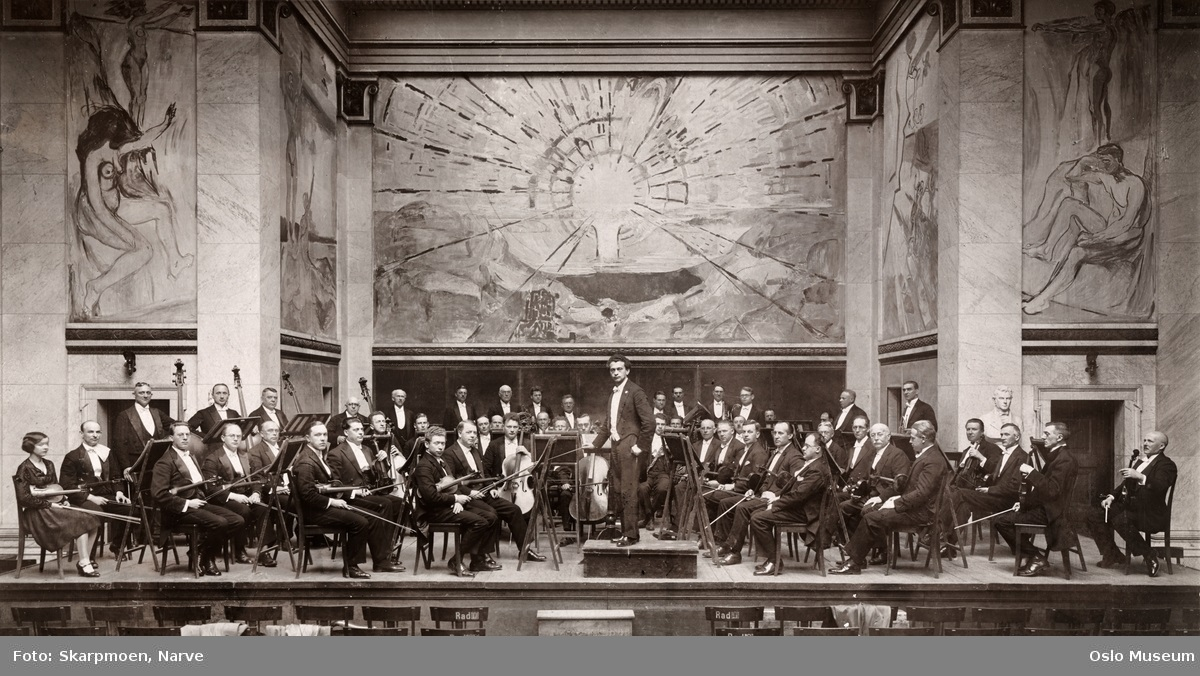
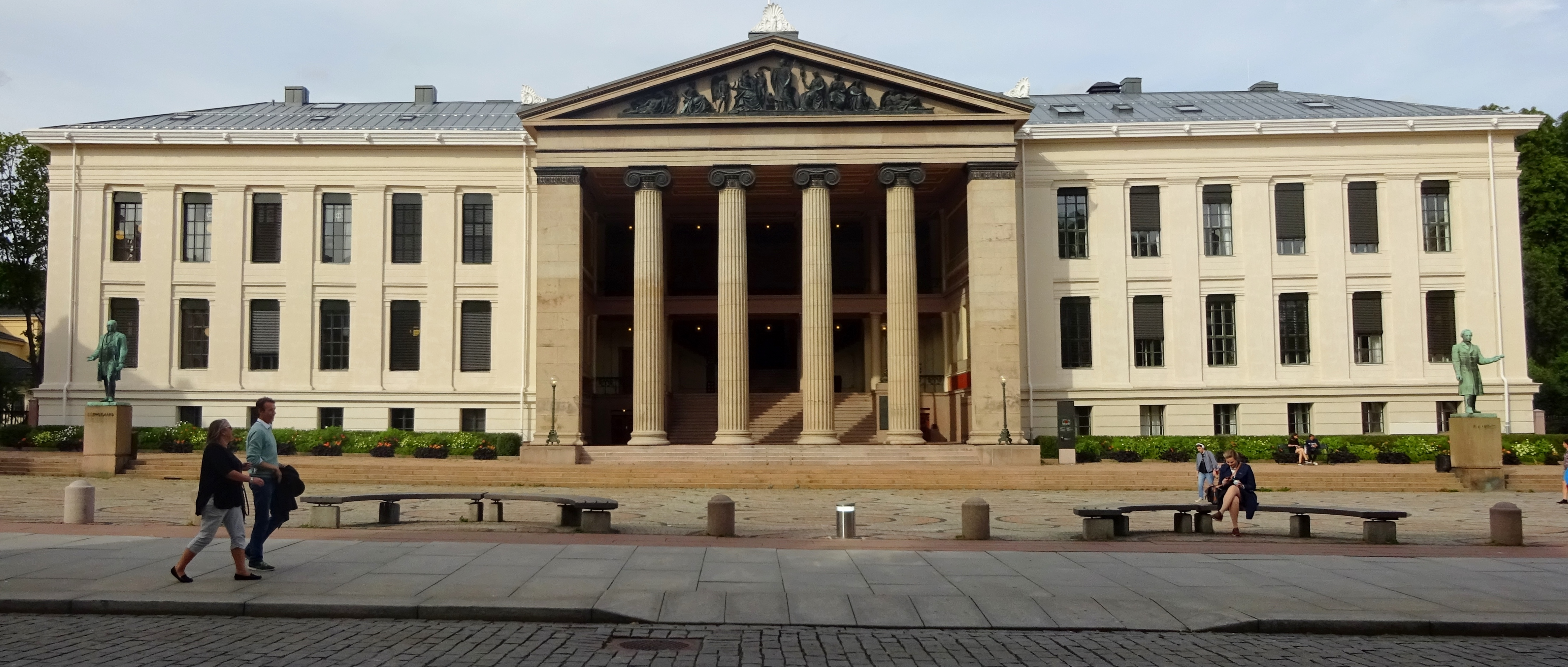
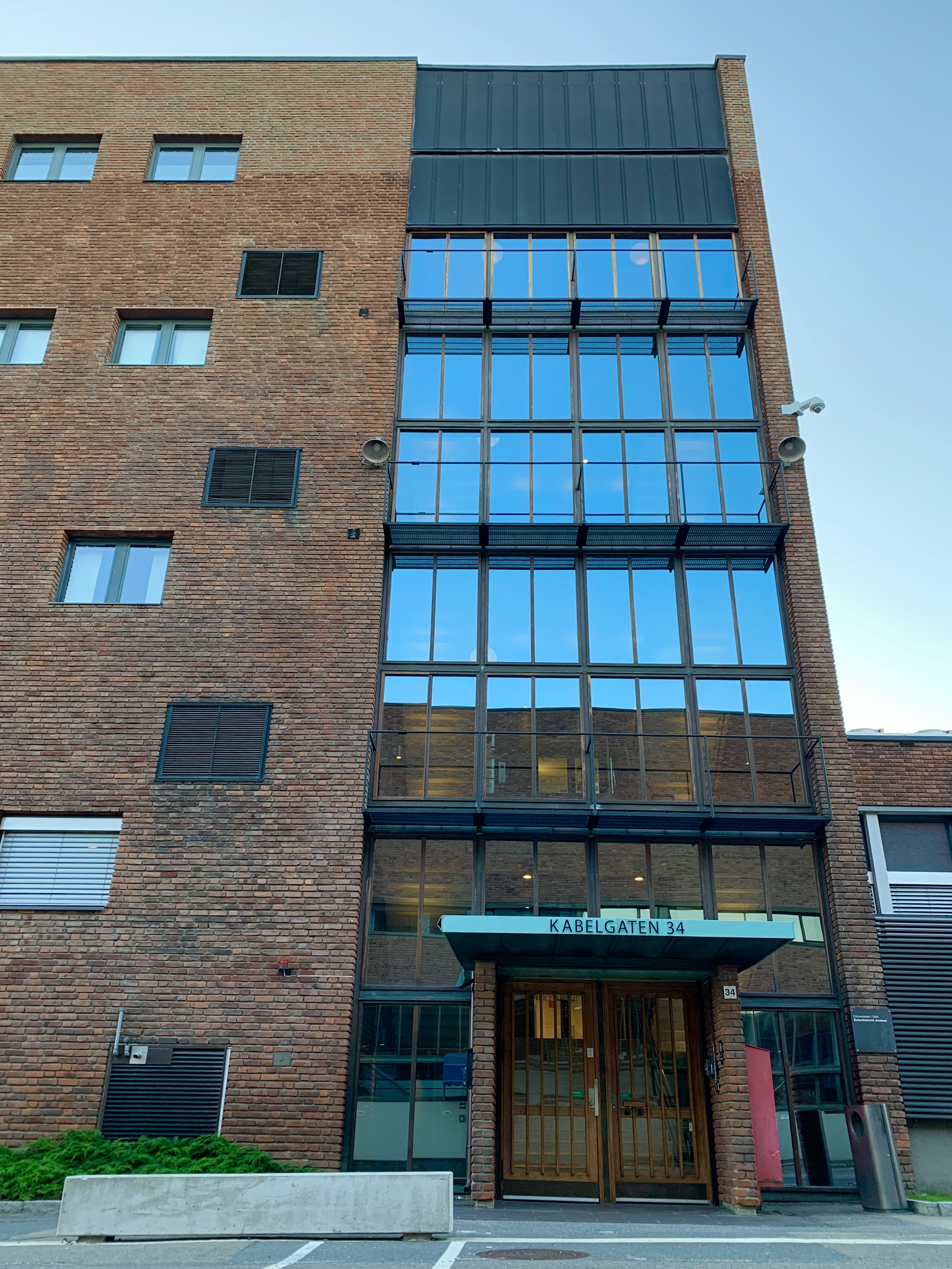
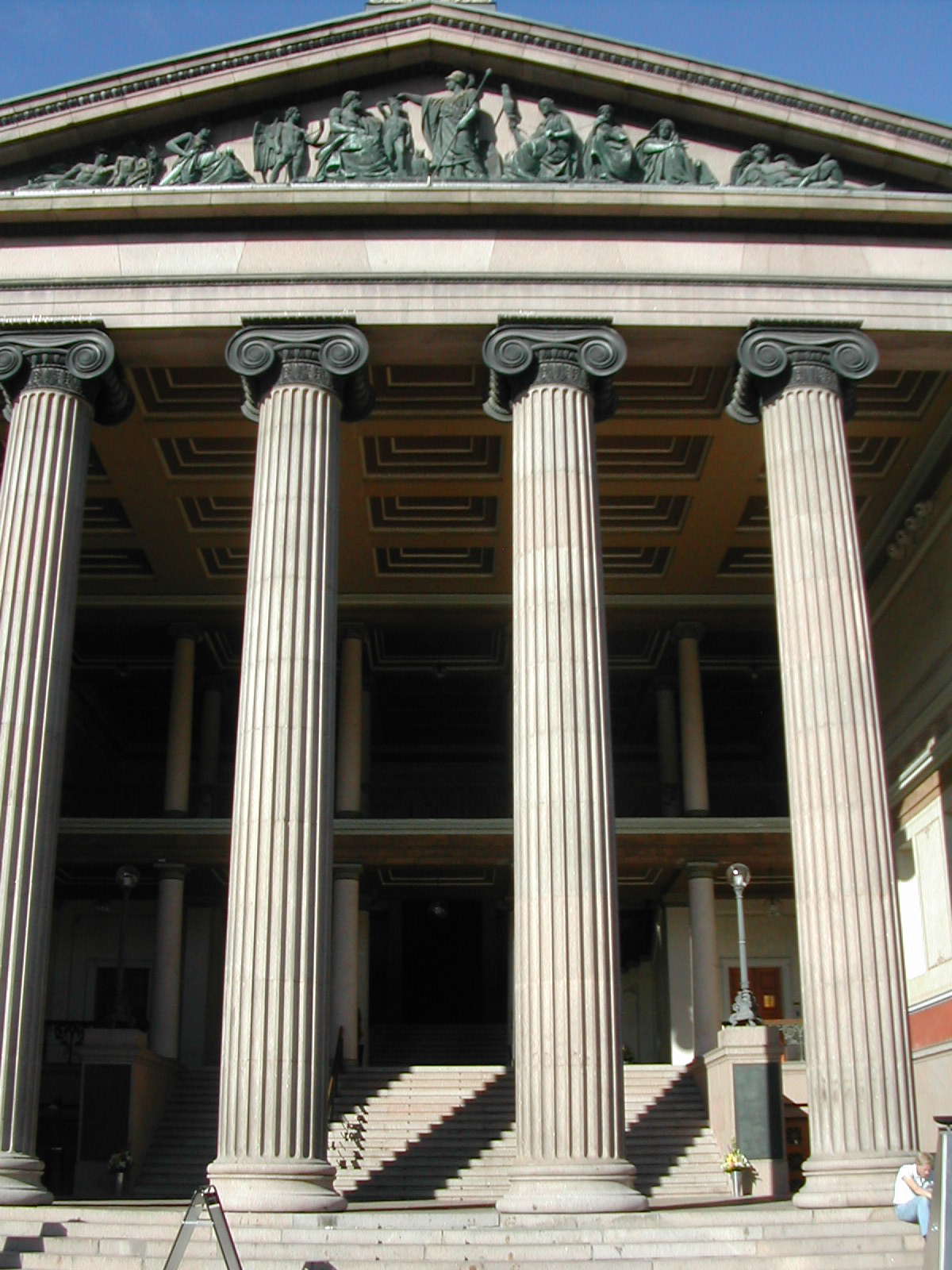
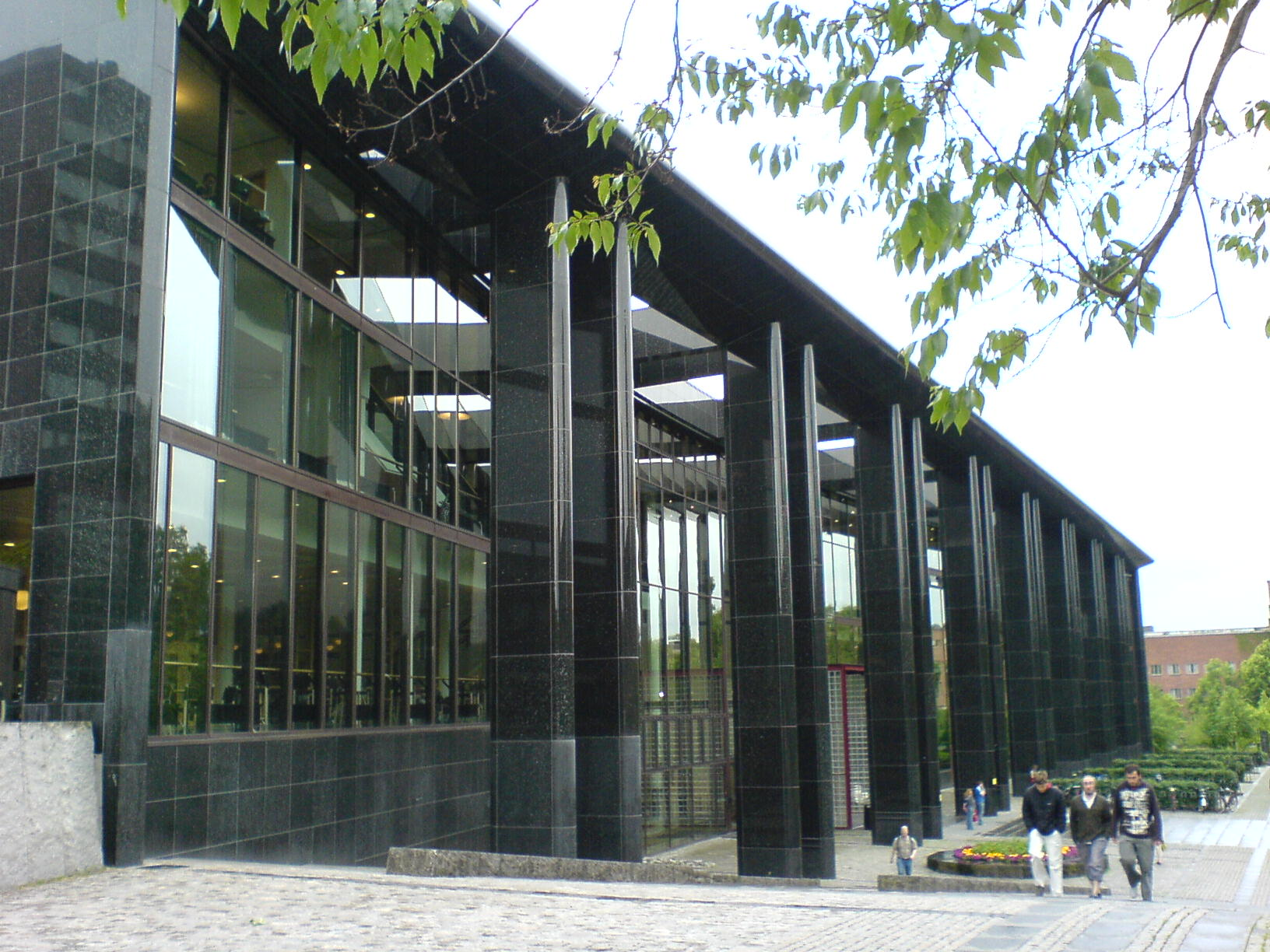
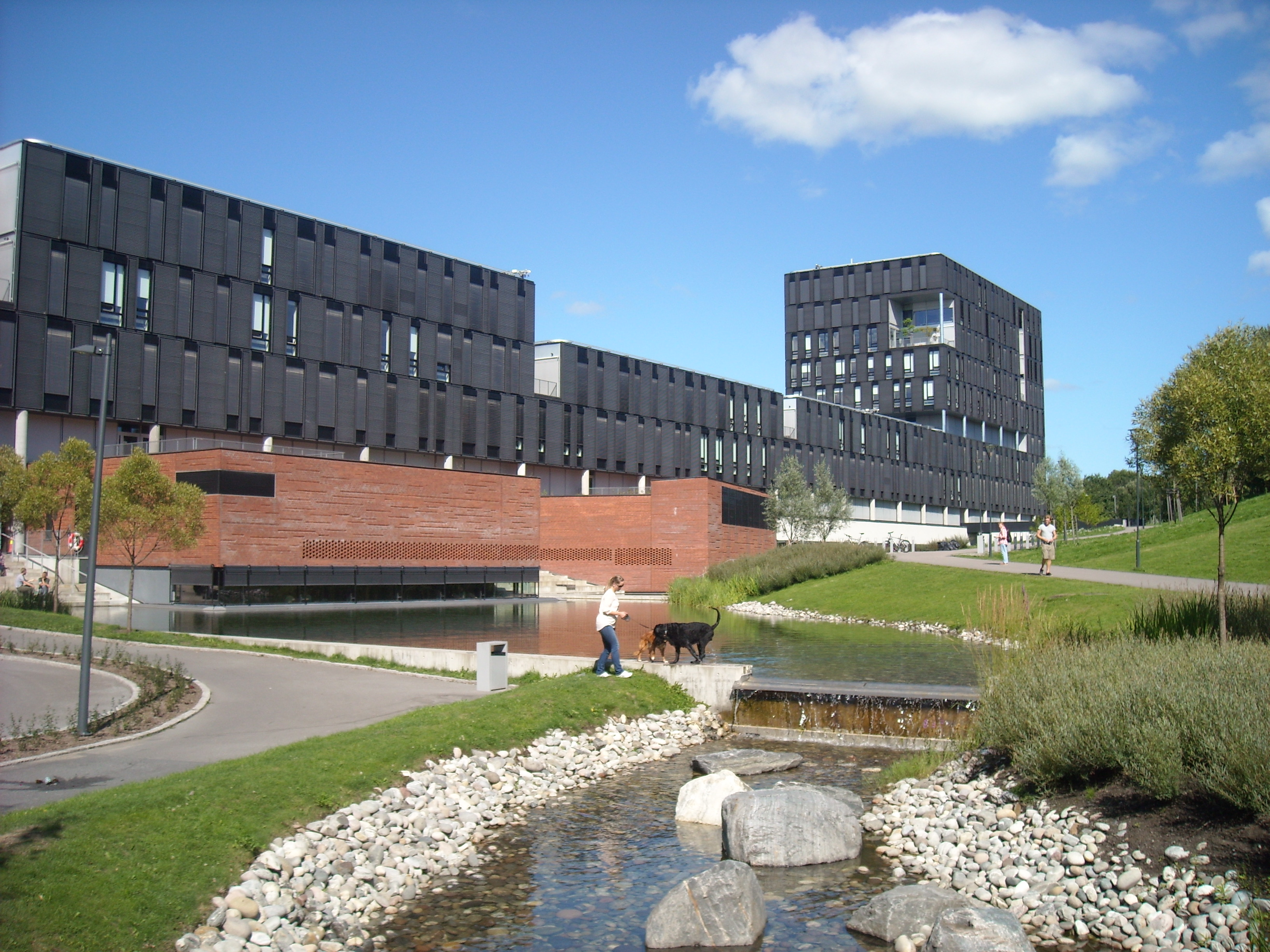
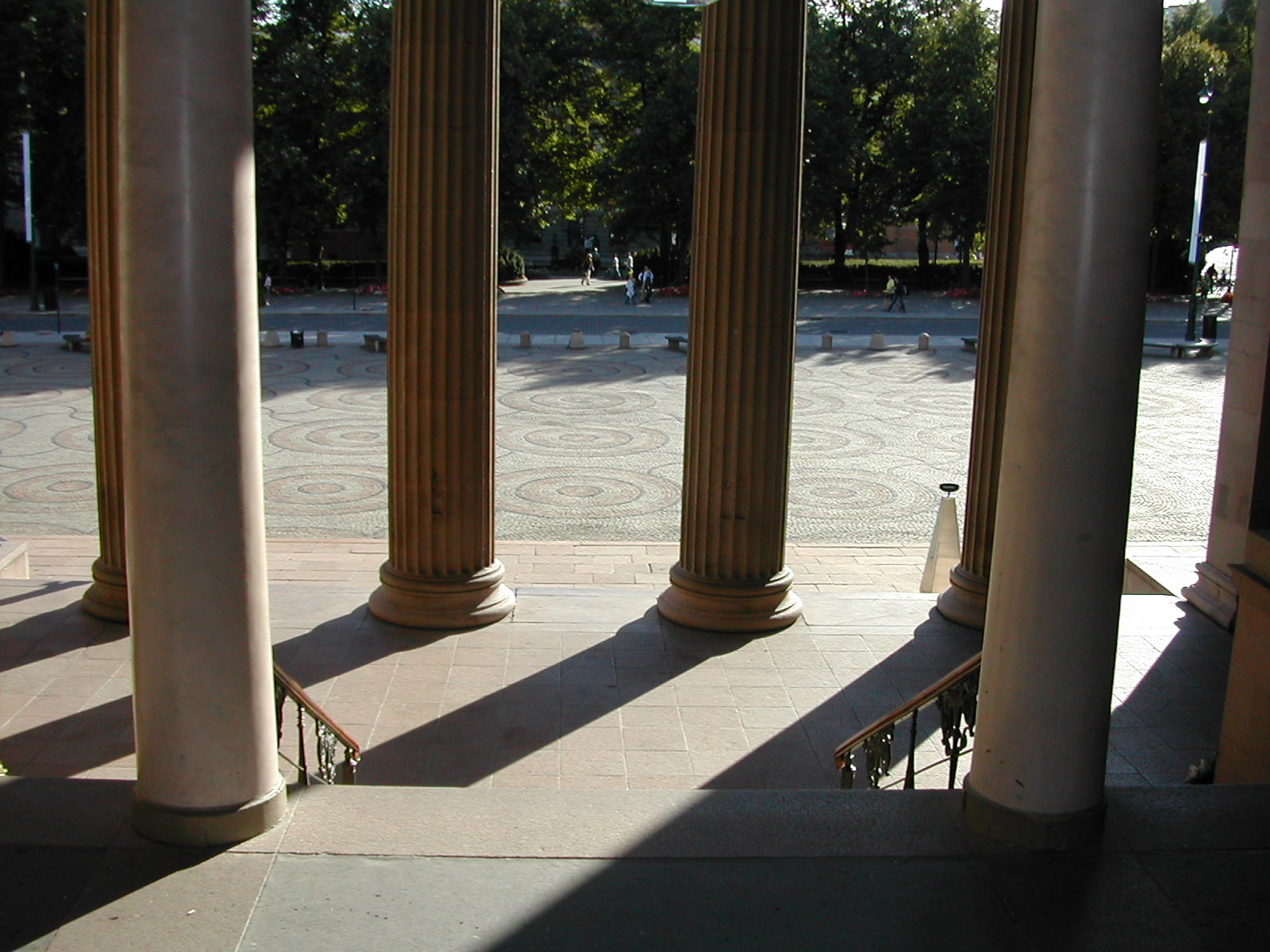
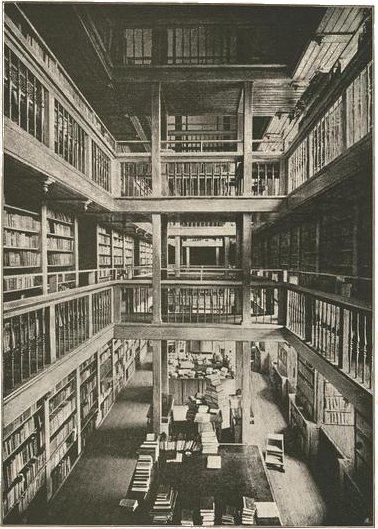

## 学术声誉
奥斯陆大学是斯堪的纳维亚最好的大学之一。上海交通大学世界大学学术排名中排在世界第61名 ，2015年排在挪威第1位、欧洲第17位和世界第58位。2022年泰晤士高等教育世界大学排名中，位列世界第119名。QS世界大学排名中，位列第113名。

## 杰出人物

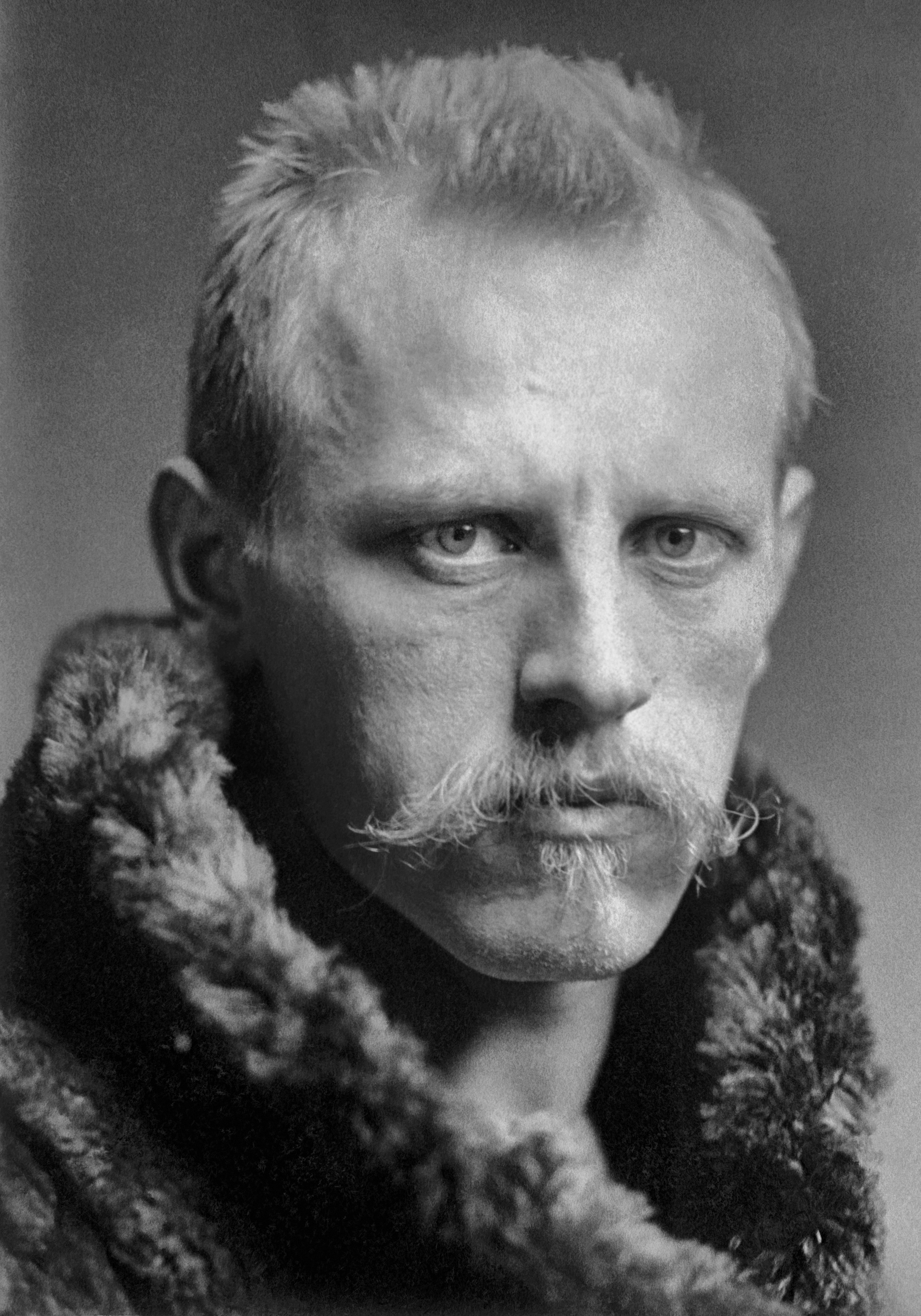
弗里乔夫·南森

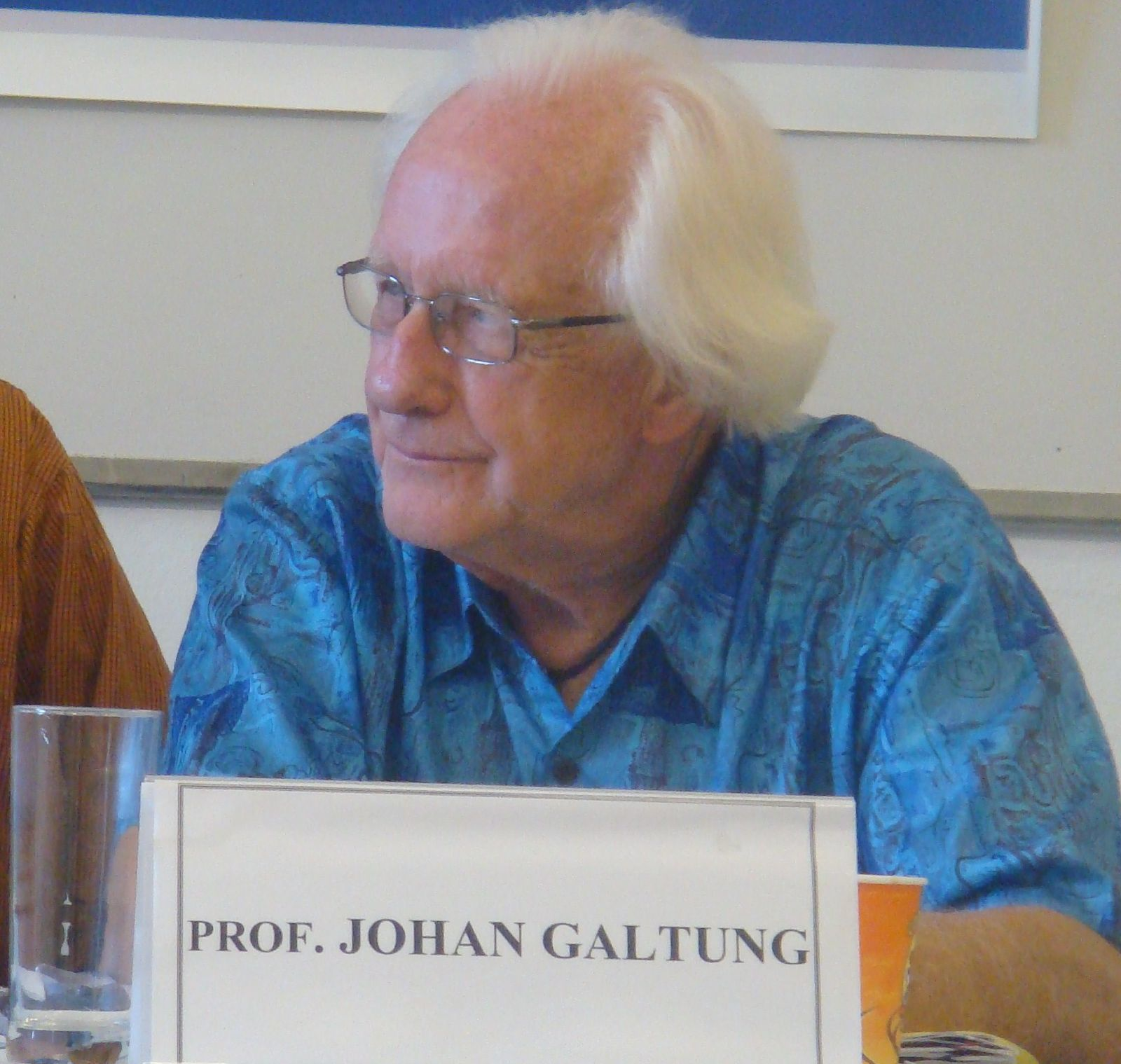
约翰·加尔通

### 诺贝尔奖得主
- 弗里乔夫·南森：1922年诺贝尔和平奖[17]
- 朗纳·弗里施：1969年诺贝尔经济学奖
- 奥德·哈塞尔：1969年诺贝尔化学奖获得者
- 特里夫·哈维默：1989年诺贝尔经济学奖获得者[18]
- 迈-布里特·莫泽：2014年諾貝爾生理學或醫學獎获得者
- 爱德华·莫泽：2014年諾貝爾生理學或醫學獎获得者
- 伊瓦尔·贾埃弗：1973年诺贝尔物理学奖获得者

### 其他知名人物
- 尼尔斯·阿贝尔：群论先驱，证明五次方程不可能有根式解
- 特吕格韦·赖伊：首任联合国秘书长
- 哈里森·施密特：美国地质学家，阿波罗17号宇航员，第十二个踏上月球的人
- 格罗·哈莱姆·布伦特兰：挪威首相、和世界卫生组织总干事
- 扬·叙瑟：挪威首相
- 科勒·伊萨赫森·维洛克：挪威首相
- 延斯·斯托尔滕贝格，挪威首相、北约秘书长
- 克利斯登·奈加特：图灵奖获得者，挪威计算机科学家
- 奥利-约翰·达尔：图灵奖获得者，挪威计算机科学家
- 玛丽特·拉森：前M2M组合成员，挪威创作歌手
- 乔恩·宾：挪威法学家、法律信息学家
- 约翰·加尔通：和平學创始人
- 弗雷德里克·巴特：人类学家